# Reyna Torres Mendivil
Reyna Torres Mendivil (Ciudad de México, 6 de enero de 1967) es una investigadora y diplomática mexicana. Se desempeñó como Cónsul General de México en San Antonio desde 2017 a 2019. Fue designada como Cónsul General de México en Chicago el 27 de marzo de 2019

## Datos biográficos y vida académica
Estudió la Licenciatura en Relaciones Internacionales en la Universidad Nacional Autónoma de México de la cual se graduó con honores con la tesis “El Pensamiento Positivista y la Política Exterior del Porfiriato ”. 
Obtuvo el grado de Maestría en Relaciones Internacionales por la London School of Economics and Political Science en 1994 con la tesis “Mexico-US Relations: a time for reconciliation ”.  Asimismo, estudió “Defensa Continental” en el Colegio Interamericano de Defensa. 
Fue investigadora asociada del Centro Weatherhead de Asuntos Internacionales en la Universidad de Harvard  y fue representante de la Secretaria de Relaciones Exteriores en el Curso de Seguridad Hemisférica en el Colegio Interamericano de Defensa en Washington D. C.

## Carrera diplomática
Ingresó al Servicio Exterior Mexicano en 1992. Se desempeñó como Jefa de Departamento para Europa Central en la Dirección General para Europa de 1992 a 1993. Su siguiente adscripción fue como subdirectora para asuntos políticos y migratorios en la Dirección General para América del Norte de 1994 a 1996 .
De 1996 a 2001 fue analista político y enlace con el Congreso, autoridades federales y sociedad civil en la Embajada de México en los Estados Unidos. Posteriormente, de 2001 a 2005, se desempeñó como Jefa de Cancillería en la Embajada de México en la República Checa. Ha sido coordinadora de asesores adjunta, directora general adjunta de Derechos Humanos y Democracia y directora general para América Latina y el Caribe de la Secretaría de Relaciones Exteriores. Dentro de su experiencia consular se puede destacar su cargo como Cónsul de México en Fresno, California y como directora general de Protección de los Mexicanos en el Exterior. Se desempeñó como cónsul general de México en San Antonio, cargo del que tomó posesión en abril de 2017 e impulsó acciones de diplomacia consular para la defensa y atención de los mexicanos, y para la promoción de los intereses e imagen de México .
El 27 de marzo de 2019 fue ratificada por el Senado de la República como Cónsul General de México en Chicago. El 27 de octubre de 2014 alcanzó el rango de embajadora.

## Iniciativas en el ámbito consular
La embajadora Torres ha participado o encabezado las siguientes iniciativas :
- Creación del Foro Consular Global, la cual es una iniciativa canadiense a la que México se sumó como país fundador.
- Creación del Protocolo de Atención Consular de Niñas y Adolescentes con UNICEF. Fue el primero de una serie de protocolos que se han creado con ayuda de organismos internacionales a favor de personas migrantes en situación de vulnerabilidad.
- El relanzamiento del El Sistema de Registro para Mexicanos en el Exterior (SIRME) y su complemento en la Guía del Viajero.
- A partir de una iniciativa del Consulado de México en McAllen, impulso a la creación de las alianzas TRICAMEX (mecanismos de diálogo y coordinación entre los consulados de los países del Triángulo Norte de Centroamérica y México) en toda la red consular en Estados Unidos.
- Relanzamiento de la Conferencia Regional de Migración
- Creación del Consejo Técnico para prevenir la Violencia en la Frontera entre México y Estados Unidos (Border Violence Prevention Council)
- Negociación sobre repatriaciones seguras y ordenadas en 11 puntos de entrada en el marco del grupo bilateral sobre repatriaciones México –Estados Unidos --Repatriation Strategy and Policy Executive Coordination Team (RESPECT).

## Premios y reconocimientos
En junio de 2018 recibió el Community Voice Award por parte de la Cámara Hispana de Comercio en San Antonio en reconocimiento a su labor en la atención y empoderamiento de la comunidad mexicana .

## Publicaciones destacadas
Es autora del capítulo: “Morfología, tradición y futuro de la práctica consular Mexicana” en Revista Mexicana de Política Exterior, núm. 101, Diplomacia Consular: vocación de servicio e instrumento estratégico de política exterior, mayo-agosto de 2014.